# Gombloh
Gombloh, właśc. Soedjarwoto Soemarsono (ur. 14 lipca 1948 w Jombang, zm. 9 stycznia 1988 w Surabai) – indonezyjski piosenkarz.
Dwa spośród jego utworów znalazły się w zestawieniu 150 indonezyjskich utworów wszech czasów, ogłoszonym na łamach lokalnego wydania magazynu „Rolling Stone” („Kebyar-Kebyar” na pozycji 2. oraz „Berita Cuaca” na pozycji 98.).

## Dyskografia
- Nadra dan Atmosphere (Golden Hand, 1978)
- Mawar Desa (Golden Hand, 1978)
- Kadar Bangsaku (Golden Hand, 1979)
- Kebyar Kebyar (Golden Hand, 1979)
- Pesan Buat Negeriku (Gulden Hand, 1980)
- Sekar Mayang (Golden Hand, 1981)
- Terimakasih Indonesiaku (Chandra Recording, 1981)
- Pesan Buat Kaum Belia (Chandra Recording, 1982)
- Berita Cuaca (Chandra Recording, 1982)
- Kami Anak Negeri Ini (Chandra Recording, 1983)
- Gila (Nirwana, 1983)
- l/2 Gila (Nirwana, 1984)
- Semakin Gila (Nirwana, 1986)
- Apel (Nirwana, 1986)
- Apa Itu Tidak Edan (Nirwana, 1987)

Źródło:.